# Kuali Open Library Environment
Kuali Open Library Environment, kurz Kuali OLE, ist ein integriertes Bibliothekssystem, das sich hauptsächlich an wissenschaftliche Bibliotheken richtet. Entwickelt wurde es von HTC Global Services, Inc. im Auftrag und nach den Vorgaben der OLE-Community. Die Entwicklungskosten stammen zu einem großen Teil aus Fördermitteln der Andrew W. Mellon Foundation. OLE ist Free/Libre Open Source Software, da es unter der Educational Community License (ECL) Version 2.0 veröffentlicht wird, die eine um eine Patentklausel ergänzte Apache-Lizenz ist.
Kuali OLE ist webbasiert und stellt verschiedene Module für die bibliothekarischen Tätigkeiten Erwerbung, Katalogisierung und Ausleihe zur Verfügung. Ein Bibliothekskatalog ist nicht enthalten, kann aber angeschlossen werden.

## Module
Die für bibliothekarische Arbeitsabläufe notwendigen Programmfunktionalitäten sind, wie bei größeren Bibliothekssystem üblich, auf verschiedene Softwaremodule aufgeteilt. Alle vier dieser Module werden vom Bibliothekspersonal in einem beliebigen Webbrowser aufgerufen und bedient.

### Erwerbungsmodul
Mit dem Erwerbungsmodul (select and acquire module) lassen sich Auswahl, Bestellung, Zugangs- und Rechnungsbearbeitung neu anzuschaffender Publikationen ebenso durchführen wie die Lizenzierung elektronischer Ressourcen.

### Katalogisierungsmodul
Über das Katalogisierungsmodul (describe and manage module) werden die Metadaten der gehaltenen Medien verwaltet. Dabei gibt es drei verschiedene Arten von Datensätzen (records), je nachdem, ob sie eine bibliographische Beschreibung (bibliographic), gesammelte Informationen zu lokalen Beständen (holdings) oder Daten zu bestimmten Exemplaren (item) beinhalten. An bibliographischen Datenformaten werden derzeit (2015) MARC und Dublin Core unterstützt, zukünftig auch EAD, VRA, MODS, METS und BIBFRAME. Zum Auffinden bereits gespeicherter Informationen steht dem Personal eine interne Suchmöglichkeit zur Verfügung, zum Import und Export von Daten eine Reihe von Werkzeugen zur Stapelverarbeitung.

### Ausleihemodul
Auch das Ausleihemodul (deliver module) bietet alle gängigen Funktionen. Beispielsweise werden Bibliotheksbenutzer in eigenen Datensätzen verwaltet und können nach einem Login auch selbst verschiedene Aktionen tätigen, wie etwa die Bestellung eines Mediums oder die Verlängerung eines Ausleihedatums.

### Systemintegrationsmodul
Das Systemintegrationsmodell (systems integration module) verbindet die drei anderen Module mit der Middleware Kuali Rice und verbindet das Bibliothekssystem mit gesamtuniversitären Systemen, wie etwa einer campusweiten Studentenverwaltung. Auch Berichte und Statistiken werden in Zukunft über dieses Modul abgerufen werden können.

## Technik
Die vier bibliothekarischen Module sind in der Version 7 der Programmiersprache Java geschrieben. Im Januar 2015 umfasste die Quelltexte rund eine Million Zeilen. Die Programmierer verwendeten mehrere hundert frei verfügbare Java-Bibliotheken. Diverse Einstellungen sind wie üblich in verschiedenen Konfigurations und Setup-Dateien gespeichert.
Die vom Kuali OLE verwalteten Daten sind in einer relationalen Datenbank, dem DocStore oder Document Store, gespeichert. Unterstützt werden bisher die Datenbanksysteme MySQL, MariaDB und Oracle, angesprochen wird die Datenbank über eine Datenbankabstraktionsschicht.
Die für Benutzer nicht zugängliche, interne Suchmaschine für Titel und Exemplare ist mit Apache Solr realisiert und ermöglicht Volltextsuche, Highlighting der Suchtexte, Facettensuche und dynamisches Clustering.
Über Kuali OLE kann auch auf eine selbst nicht zum System gehörende Wissensdatenbank, die GOKb zugegriffen werden. Zur Suche von Inhalten in der GOKb wird die Suchmaschinentechnologie Elasticsearch verwendet.
Die Einbindung externer Systeme wird durch verschiedene Standardschnittstellen ermöglicht.

## Geschichte
Kuali OLE wird an drei Bibliotheken eingesetzt: Seit August 2014 an der University of Chicago und an der Lehigh University, seit April 2015 an der School of Oriental and African Studies der University of London.
Im Jahr 2016 wechselte die OLE-Community von der Kuali Foundation zur Open Library Foundation, um dort innerhalb der Folio-Community und auf der Basis der Folio-Softwareplattform die Entwicklung eines integrierten Bibliothekssystems für wissenschaftliche Bibliotheken fortzuführen.